# Adel Bettaieb
Adel Bettaieb (arabe : عادل بالطيب), né le 28 janvier 1997 à Villiers-le-Bel (France), est un footballeur franco-tunisien.

## Biographie

### En club
Produit de la jeunesse d'un club local de Villiers-le-Bel pendant quatre ans, Bettaieb rejoint l'INF Clairefontaine à l'âge de treize ans, et enchaîne avec des séjours dans les équipes de jeunes de Red Star et d'Angers SCO.
Il commence sa carrière senior avec leurs réserves en 2014. Il est transféré au club belge de l'Union Royale La Louvière Centre le 2 juillet 2018. Il rejoint le club luxembourgeois du F91 Dudelange à l'été 2019 et l'aide à remporter le championnat 2021-2022.
Le 30 juin 2022, il signe un contrat professionnel avec l'équipe nouvellement promue dans la Süper Lig turque, Ümraniyespor. Il fait ses débuts professionnels avec Ümraniyespor lors d'un match nul (3-3) contre Fenerbahçe, le 8 août 2022.

### En sélection
Né en France, Bettaieb est d'origine tunisienne par son père. Il est appelé avec l'équipe de Tunisie en septembre 2019 sans toutefois entrer en jeu.

## Palmarès
- Champion du Luxembourg : 2022.